# 藤田外次郎
藤田 外次郎（ふじた がいじろう、1874年（明治7年）5月15日 - 没年不明）は日本の陸軍教授、教育者、数学者。

## 経歴
石川県の士族に生まれた。1891年（明治25年）7月に予科を卒業し、9月に第四高等中学校の特待生を勝ち取った。1894年、（明治28年）7月、第四高等学校第二部理科を卒業。1898年（明治31年）7月に、東京帝国大学を卒業した。8月12日、高等官八等を以て陸軍教授に就任し、8月13日に砲工学校附属を命じられた。師範学校の職員録にも記録がある。8月19日、東京帝国大学大学院に入学し、帰納幾何学を専攻することになった。学士会にも参加している。1903年（明治36年）12月1日より陸軍教授に復職した。1904年（明治37年）10月28日、歩兵少尉に任命された。1906年から1908年の間に勲六等功五級を叙された。また、1908年の明治大学校の校友会に名を連ねている。1925年（大正14年）3月20日、本官退任を依願し、3月24日に退官。この時点では従四位だった。日本女子大学の教授や植柳小学校校長、第一高等小学校訓導兼校長、正則予備学校数学教師も務めていた。

## 家庭
半田正身の妹の半田貞子と結婚し、二人の息子、三人の娘を持っていた。兄には藤田茂太郎がいた。

## 勲章等
- 1898年（明治31年）09月30日、正八位[26]。
- 1899年（明治32年）09月07日、高等官七等[27]。
- 1899年（明治32年）11月20日、従七位[28]。
- 1901年（明治34年）12月28日、高等官六等[29]。
- 1902年（明治35年）04月11日、正七位[30]。
- 1905年（明治38年）12月29日、高等官五等[31]。
- 1906年（明治39年）02月17日、従六位[32]。
- 1908年（明治41年）06月27日、高等官四等[13]。
- 1908年（明治41年）10月30日、正六位[33]。
- 1911年（明治44年）06月28日、勲五等瑞宝章[34]。
- 1913年（大正02年）11月21日、従五位[35]。
- 1918年（大正07年）06月29日、勲四等瑞宝章、高等官三等[36]。
- 1918年（大正07年）12月20日、正五位[37]。
- 1925年（大正14年）03月19日、高等官二等[38]。

## 著書
- 刈屋他人次郎 共著『初等微分積分学』金刺芳流堂、1902年。NDLJP:828980。
- 『商業数学 (商業叢書 ; 第9編)』博文館、1903年。NDLJP:803120。
- 『新撰数学講義』博文館、1904年。上;NDLJP:826285 下;NDLJP:826286。
- 『近世幾何学 (帝国百科全書 ; 第179編)』博文館、1908年。NDLJP:828609。
- 『立体解析幾何學』陸軍砲工學校、1910年11月。
- 『数學』陸軍砲工學校、1911年12月。
- 刈屋他人次郎 共著『數學公式集 : 普通科砲工兵用』陸軍砲工学校、1912年11月。
- 『数学公式 : 附・要項及ビ諸表』山海堂出版部、1919年。NDLJP:949077。
- 梶島二郎 共著『初等数学問題集平面幾何』山海堂出版部、1920年。NDLJP:986112。